# 林欽
51°6′20″N 26°57′19″E / 51.10556°N 26.95528°E
林欽（烏克蘭語：Лінчин），是烏克蘭西北部的村莊，隸屬里夫內州的里夫內區。該村始建於1229年，面積0.62平方公里，海拔高度179米，2001年人口726，人口密度每平方公里1,171人。